# Chaikovskij (cratère)
Chaikovskij est un cratère d'impact présent sur la surface de Mercure. 
Le cratère fut ainsi nommé par l'Union astronomique internationale en 1976 en hommage au compositeur russe Piotr Ilitch Tchaïkovski. 
Son diamètre est de 171 km. Il se situe dans le quadrangle de Kuiper (quadrangle H-6) de Mercure. 